# محاجة الإنسان بكلامه
محاجة الإنسان بكلامه تقال بحق الخصم الذي تقارعه، سواء أكانت هذه الحجة قائمة على خطأ، أم كانت مبنية على تردد الخصم وتراجعه، أم كانت تتناول هذا التفصيل أو ذاك، المتعلق بفرادة الخصم أو بمذهبه.